# کوژوخه
کوژوخه (به لهستانی:  Kożuchy) یک روستا در لهستان است که در گمینا بیاوا پیسکا واقع شده‌است.